# Draba aizoides
Draba aizoides es una especie de planta fanerógama de la familia de las brasicáceas.

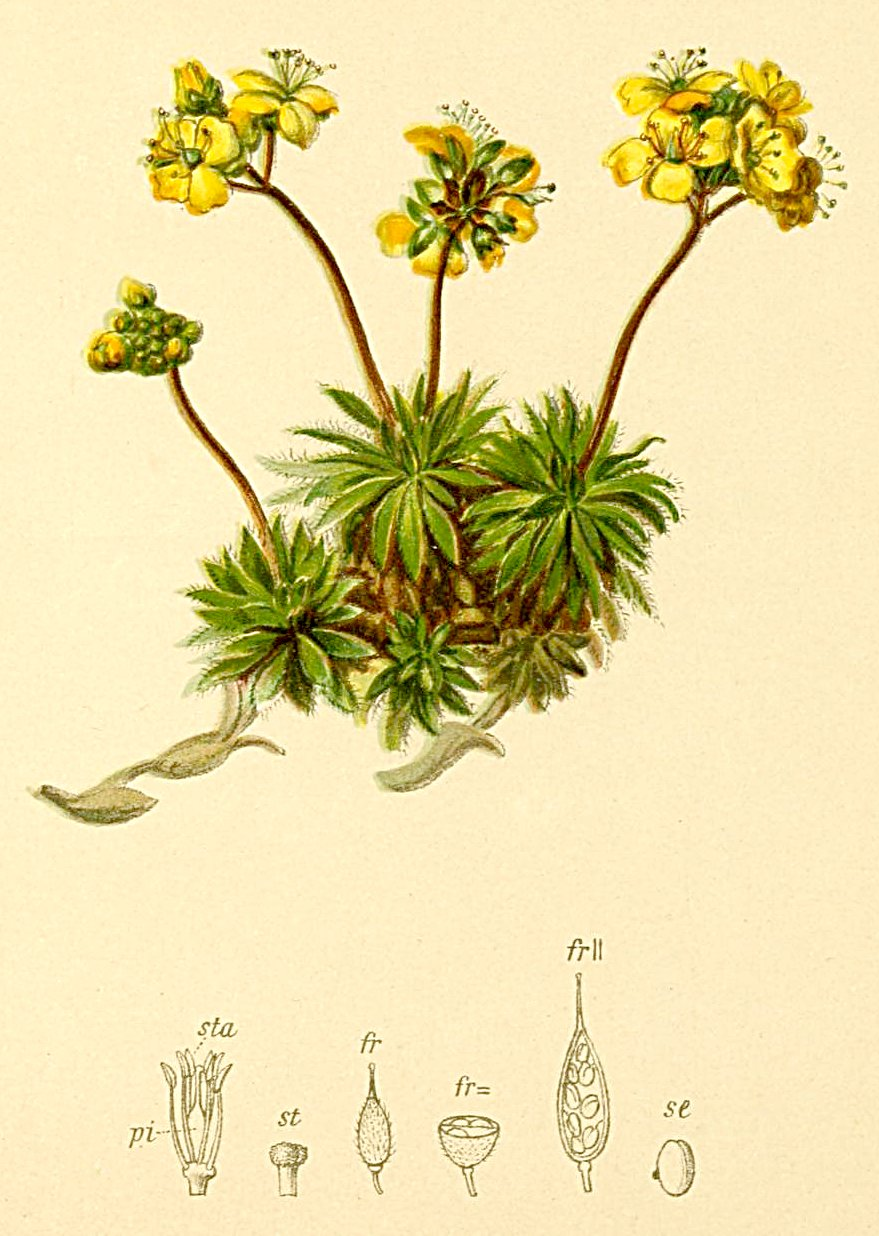
Ilustración

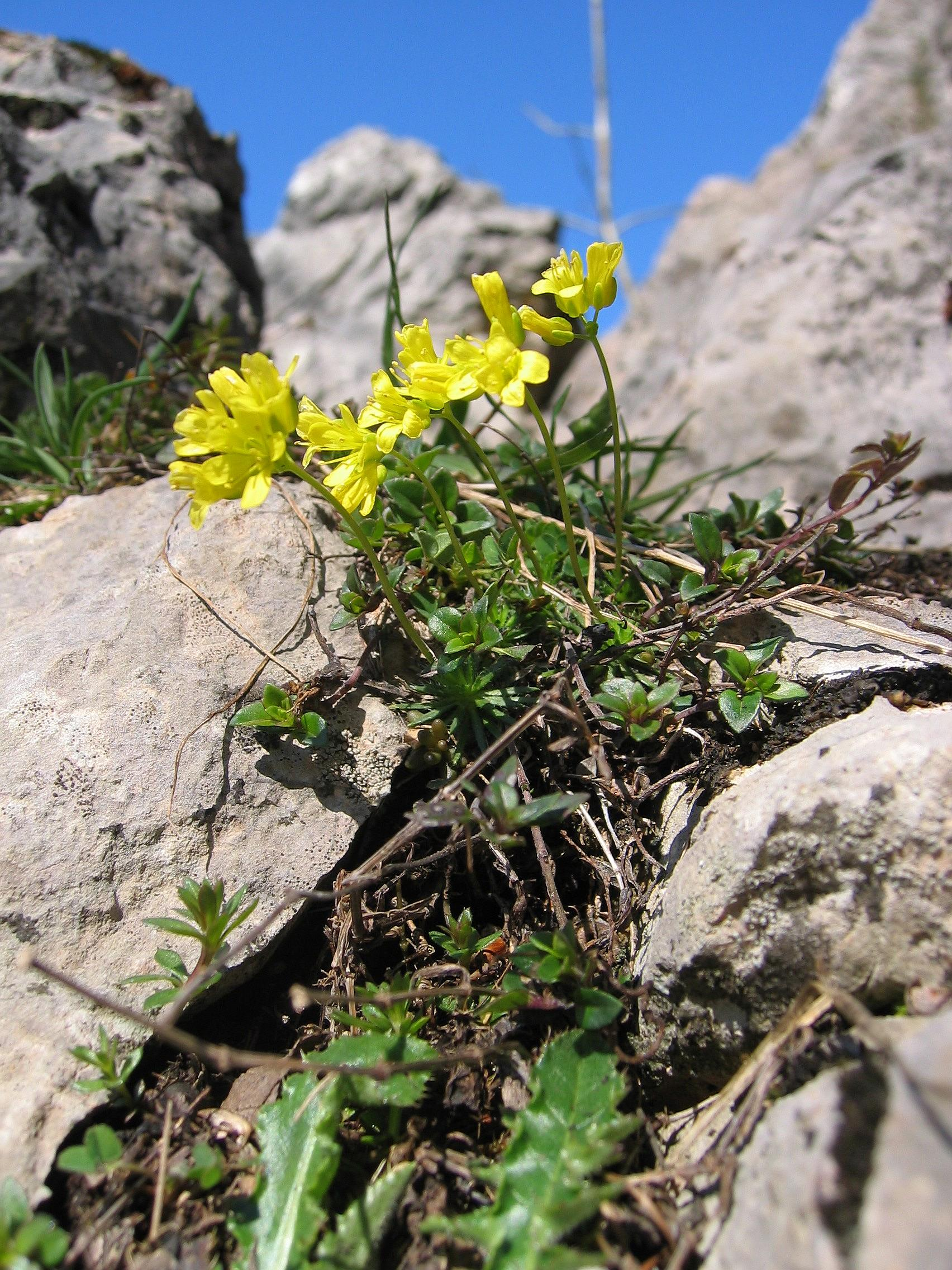
Vista de la planta en su hábitat

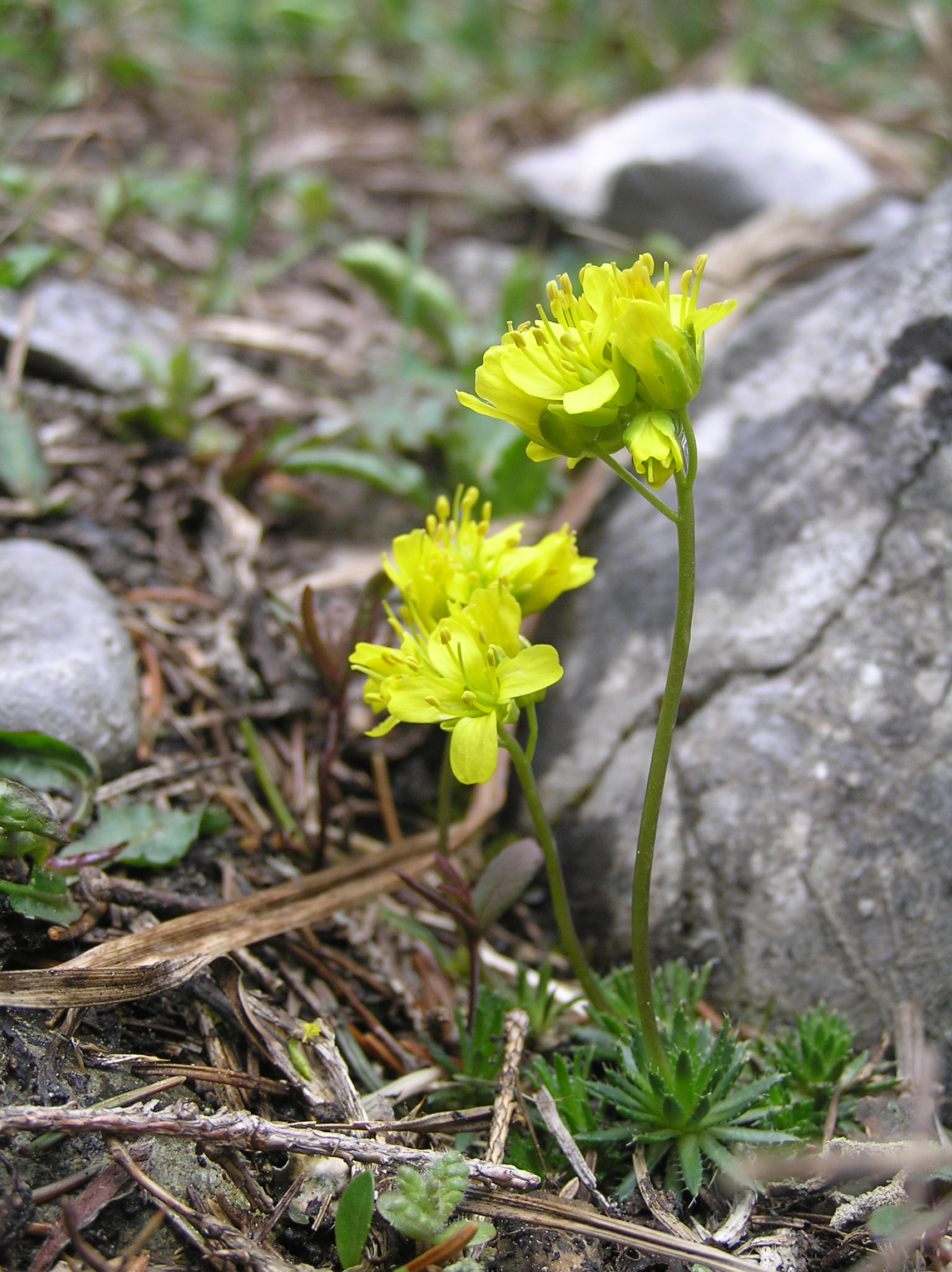
Flores

## Descripción
Es una planta cespitosa, que a menudo forma pulvínulos, perenne, de tallos florales glabros de 5-10 cm. Hojas rígidas, en rosetas compactas, lineales con márgenes pelosos, por lo demás glabras. Flores amarillas, de 8-9 mm de diámetro; pétalos obovados, más largos que los sépalos. Vainas elipsoides, planas, normalmente glabras, de estilo persistente, de 1,5-3 mm o más. Florece en primavera.

## Hábitat
Sobre rocas de piedra caliza, generalmente en montaña.

## Distribución
En Europa.

## Taxonomía
Draba aizoides fue descrita por Carlos Linneo  y publicado en Systema Naturae, ed. 12 2: 432. 1767.
Etimología
Ver: Draba, Etimología
aizoides: epíteto latíno que significa "como el género Aizoon.
Sinonimia
- Aizodraba aizoides (L.) Fourr.
- Aizodraba saxigena Fourr.
- Alyssum ciliatum Lam.
- Crucifera aizoides E.H.L.Krause
- Draba affinis Host
- Draba aizoidea St.-Lag.
- Draba alpestris Jord.
- Draba alpina Crantz
- Draba beckeri A. Kern.
- Draba candollei Rouy & Foucaud
- Draba ciliaris Salisb.
- Draba cuspidata Bertol.
- Draba glacialis Hoppe
- Draba grassensis Rouy & Foucaud
- Draba montana Bergeret
- Draba oblongata Nyman
- Draba pectinata A.Kern. ex Kolb
- Draba saxigena Jord.
- Draba stylosa Dulac
- Drabella ciliaris Bubani
- Moenchia aizoides Roth[4]